# سینه‌سرخ پهلوسیاه
سینه‌سرخ پهلوسیاه (نام علمی: Poecilodryas hypoleuca) نام یک گونه از سرده کوچک‌پری‌ها است.